# مجول

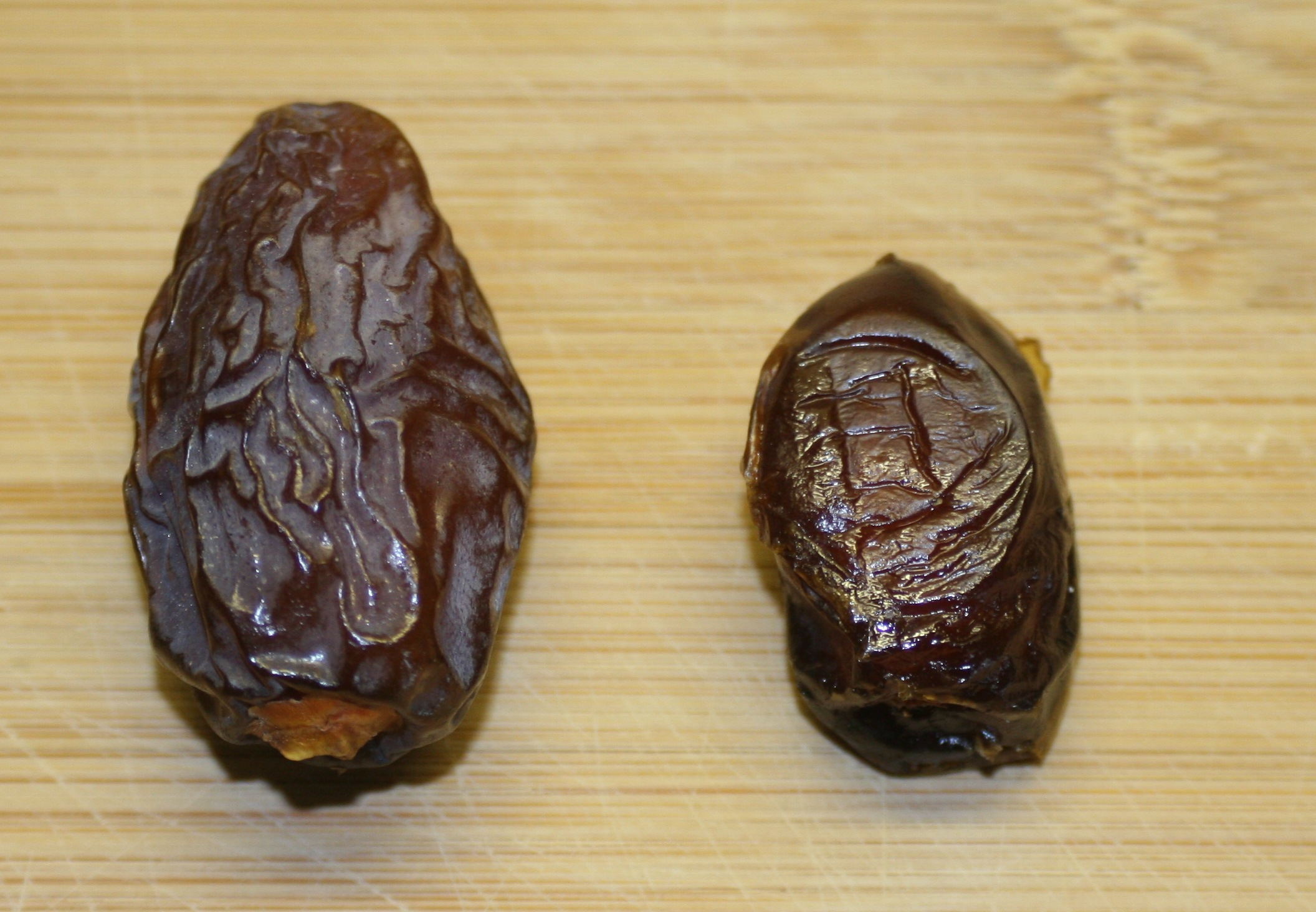
خرمای خشک شده مجول (چپ) نسبت به رقم خِدراوی خشک شده

مجول یا Majhool یک رقم خرمای بزرگ، شیرین و با کیفیت است (Phoenix dactylifera) که درخت نخل آن بومی کشور مراکش می‌باشد. این نوع خرما همچنین در ایالات متحده، اسرائیل، ایران، عربستان سعودی، آفریقای جنوبی، اردن و فلسطین نیز کشت می‌شود.
انواع مختلفی از آن برای تولید محصول و محوطه سازی وجود دارد. آنچه که مجول را متمایز و مشهور نموده، اندازه بزرگ خرما (گاهی تا ۷ سانتیمتر) و طعم دلپذیرش می‌باشد.